# 착한 처제
"착한 처제"는 한국에서 제작된 강훈 감독의 2015년 드라마 영화이다. 비키 등이 주연으로 출연하였다.

## 캐스팅
- 비키 : 하영 역
- 이승채 : 하주 역
- 강성필 : 우성 역
- Maria Cristina Dantas : 마리아 역
- 강성훈 : 석천 역
- 이로아 : 김기자 역
- 이채영 : 어린하영 역
- 김나예 : 어린하주 역
- 김학슬 : 환자/바바리맨 역
- 박수경 : 화장실녀1 역
- 장혜영 : 화장실녀2 역
- 선윤정 : 화장실녀3 역
- 박미애 : 고아원 원장 역
- 정성규 : 사진기자 역
- 모바일 디제이 신동재 : 디제잉 역
- Ayrat Van Der Sabit : 파티녀1 역
- Clayton Jones : 파티녀2 역
- Cynthia Martinez : 파티녀3 역
- Joey Albright : 파티남1 역
- Mekhriniso Raxmatova : 파티남2 역
- 김정균 : 환자 역 (특별출연)